# 補怛洛伽山
8°43′N 77°22′E / 8.717°N 77.367°E
補怛洛伽山，其名又譯作布呾落迦、補陀落伽、普陀洛迦（“洛”和“落”、“伽”與“迦”常通用）、普陀珞珈、逋多羅、布达拉等，一般簡稱爲普陀、普陀落、補陀洛（“落”、“洛”通用），意譯為光明山、海島山、小花樹山、小白花樹山；為現今南印度帕帕纳萨姆山，位於蒂魯內爾維利縣境。大乘佛教傳說爲觀世音菩薩的道場，後中國浙江舟山上一座海島因“不肯去觀音”的典故，也更名爲普陀洛迦山，作為觀音菩薩的應化道場。

## 概論
大乘佛教《華（花）嚴經》上授記此山爲觀世音菩薩和多羅菩薩常住之地。經上言此山清淨，花、果、樹林遍佈，溪流、池沼眾多，善財童子就在此山請教過觀音菩薩。
印度曾有好幾座山都有普陀洛迦山之傳說。據考察，一般公認位於今南印度泰米爾納德邦提納弗利（Tirunelveli/Tinnevery）縣境內的，秣剌耶山以东的帕帕纳萨姆（Papanasam；又譯巴波那桑）山即普陀洛迦山。

## 衍生

### 舟山普陀山
中國浙江舟山的普陀山由此得名。
傳說普陀山曾被秦始皇認定爲蓬萊山，來此求長生不老藥，此山也因為被稱為“海上仙山”，歷史上有諸多道士慕名前來，著名道士梅福（字子真）也在其列。相傳梅福漢平帝元始年間到此山隱居，故此山自西漢至宋代時叫梅岑山。唐代時，也有梵僧（天竺國僧人）來山上的潮音洞邊焚指供佛，引起觀世音菩薩現身，後來潮音洞旁常有信士來此效仿焚指，引起僧團和官府的禁止，告誡禁止燃指的石碑至今仍在。故此山古來已是佛道信仰的聖地。
傳說，西元858年，唐朝大中十二年，日本臨濟宗高僧慧锷参访五台山，并请得一尊观音菩萨像准备回国，行至现在的舟山群島普陀山要坐船離島，突然海上狂風起，巨浪沖天，慧锷法師只好停下待風浪平息再出發。翌日，慧锷準備再度啟程，豈料海上忽然又升起白霧，擋住前行視線，他左右繞道避開霧氣，卻鬼使神差又繞回了島上。第三日，終而天氣晴朗，慧锷又要出發，可是烏雲忽然蔽日，眼看又要風浪大作，慧锷心想不宜久留，強行出海，可是越往前風浪越大，驀然海上升起諸多鐵蓮花圍住行船，慧锷大驚，清楚觀音菩薩像祈告指明前路，此時，海中鉆出一頭鐵牛，吞掉鐵蓮花，一條海路出現在慧锷的眼前。慧锷的船一路跟隨，駛進了普陀山。此後，慧锷感歎“觀音菩薩不肯離去此地”，便在普陀山建起不肯去觀音院，此山也被視作觀音菩薩的道場而流行起來。
宋代時，人們見此山光明清淨，多有小白花，符合《華嚴經》上對觀音菩薩道場普陀洛迦山的描述，且傳說此地多有觀音菩薩顯聖的瑞相，便認定此山就是普陀洛迦山，也就漸漸改名喚作普陀洛迦山。再後來，當地又將這裡兩座大山分別叫做普陀山和珞珈山（洛伽山），從而普陀洛迦山變成了由兩座山峰構成，但一般仍喚作普陀山作為簡稱。

### 布達拉宮
西藏拉薩的布達拉宮始建於581年，名中的“布達拉”即“補陀洛”的異譯。此處亦是觀音菩薩的應化道場，被稱作“第二普陀山”。

### 其他
另有多個以普陀洛迦為名的地點或建築，如日本紀伊半島的補陀洛山寺等等。

## 關連項目
- 普陀山
- 布達拉宮
- 補陀落渡海
- 補陀洛山寺
- 淨土
- 日光山